# فريدريك إي. جينينغز
فريدريك إي. جينينغز (بالإنجليزية: Frederick E. Jennings)‏ هو محامي أمريكي، ولد في 23 سبتمبر 1877 في إيفرت في الولايات المتحدة، وتوفي في 24 مايو 1953.